# Netinho (futebolista)
Artur Pereira Neto, mais conhecido como Netinho (Itajaí, 27 de abril de 1984[carece de fontes?]), é um ex-futebolista brasileiro que atuava como lateral, ala ou meia.

## Carreira
Iniciou sua carreira nos times de base do Clube Náutico Marcílio Dias e profissionalizou-se no Guarani Futebol Clube. Em 2005, foi contratado pelo Atlético Paranaense e apos boa passagem pelo clube, onde sagrou-se campeão estadual, passou uma temporada no Catar. Ao retornou para o Brasil, jogou em clubes da região Centro-Oeste, de Minas Gerais e do Nordeste. Em 2015, retornou ao Paraná, jogando no Londrina e J. Malucelli.
Em junho de 2017, ao final do campeonato paranaense e atuando pelo J. Malucelli, anunciou a aposentadoria.

## Títulos
Atlético Paranaense
- Campeonato Paranaense: 2005 e 2009

Goiás
- Campeonato Goiano: 2012

América-RN
- Copa RN: 2013

### Outras conquistas
Atlético Paranaense
- Challenger Brazil/USA: 2009[4]
- Torneio Cidade de Londrina: 2010[5]